# 杰里迈亚·阿祖
杰里迈亚·阿祖（英語：Jeremiah Azu，2001年5月15日—），英国男子田径运动员，2022年欧洲田径锦标赛男子4×100米接力金牌得主和男子100米铜牌得主、2024年夏季奥林匹克运动会男子4×100米接力铜牌得主。